# Próba Fehlinga
Próba Fehlinga – reakcja chemiczna, stosowana do jakościowego oznaczania aldehydów, opracowana przez niemieckiego chemika Hermanna von Fehlinga. Przeprowadza się ją przy użyciu odczynnika Fehlinga tj. kationów miedzi(II) kompleksowanych anionami winianowymi. Pozytywny wynik próby uwidacznia się przez pojawienie się ceglastoczerwonego osadu tlenku miedzi(I) (Cu2O). Próba Fehlinga jest modyfikacją próby Trommera. Różnica polega na tym, że w próbie Fehlinga wodorotlenek miedzi(II) jest zastąpiony przez kompleks kationów miedziowych z winianem, który jest lepiej rozpuszczalny i bardziej reaktywny. Próba Fehlinga może być również zastąpiona próbą Benedicta.
Próba Fehlinga to reakcja redoks. Aldehydy ulegają utlenieniu do kwasów karboksylowych, miedź ze stopnia utlenienia II redukuje się do I:
2Cu2+ (roztw. Fehlinga) + R-CHO + NaOH + H2O → Cu2O↓ + R-COONa + 4H+
Wytrącający się tlenek miedzi(I) Cu2O jest produktem szybkiej reakcji powstających jonów Cu+ z jonami hydroksylowymi:
2Cu+ + 2OH− → Cu2O + H2O
Formaldehyd (HCHO) jest tak silnym reduktorem, że powoduje wytrącenie metalicznej miedzi. Ketony dają natomiast wynik negatywny.
Próba Fehlinga wykorzystywana jest również do określania właściwości redukujących cukrów tzn. cukry redukują kationy miedzi Cu2+, same utleniając się do kwasów aldonowych (np. glukoza utlenia się do kwasu glukonowego).
Nie jest możliwe jednak odróżnienie aldoz, które zawierają aldehydową grupę funkcyjną od ketoz, które zawierają grupę ketonową. Niektóre ketozy, jak np. fruktoza, ulegają bowiem tautomerii keto-enolowej, a wynikiem tej izomeryzacji jest forma aldehydowa cukru.
Monosacharydy i disacharydy (np. maltoza, celobioza lub laktoza) w większości dają pozytywny wynik próby. Do wyjątków należy sacharoza, która nie zawiera grup hemiacetalowych. Negatywny wynik próby dają też polisacharydy ze względu na zbyt małą liczbę reszt redukujących (jedna grupa aldehydowa w całym polimerze).

## Przeprowadzanie próby
Odczynnik Fehlinga przygotowuje się bezpośrednio przed wykonaniem próby, mieszając ze sobą równe objętości 0,15 M roztworu siarczanu miedzi(II) (roztwór A) z 0,6 M roztworem winianu sodowo-potasowego w 0,75 M NaOH (roztwór B). Do tak przygotowanego roztworu dodaje się badaną próbkę i ogrzewa. W przypadku obecności aldehydów wytrąca się ceglastoczerwony osad tlenku miedzi(I).